# Клюц
Клюц (нем. Klütz) — город в Германии, в земле Мекленбург-Передняя Померания.
Входит в состав района Северо-Западный Мекленбург. Подчиняется управлению Клютцер Винкель. Население составляет 3066 человек (на 31 декабря 2010 года). Занимает площадь 44,12 км². Официальный код — 13 0 58 054.